# Metropolitana di Glasgow
La metropolitana di Glasgow (in inglese: Glasgow Subway, dal 1936 al 2003 Glasgow Underground, originariamente Glasgow District Subway) fu inaugurata il 14 dicembre 1896.
È composta da una sola linea circolare con 15 stazioni percorsa da convogli di tre vagoni originariamente azionati da un sistema a cavi (come i Cable cars di San Francisco) ma elettrificati tra i primi mesi del 1935 (quelli in senso antiorario) e la fine dello stesso anno (quelli in senso orario).

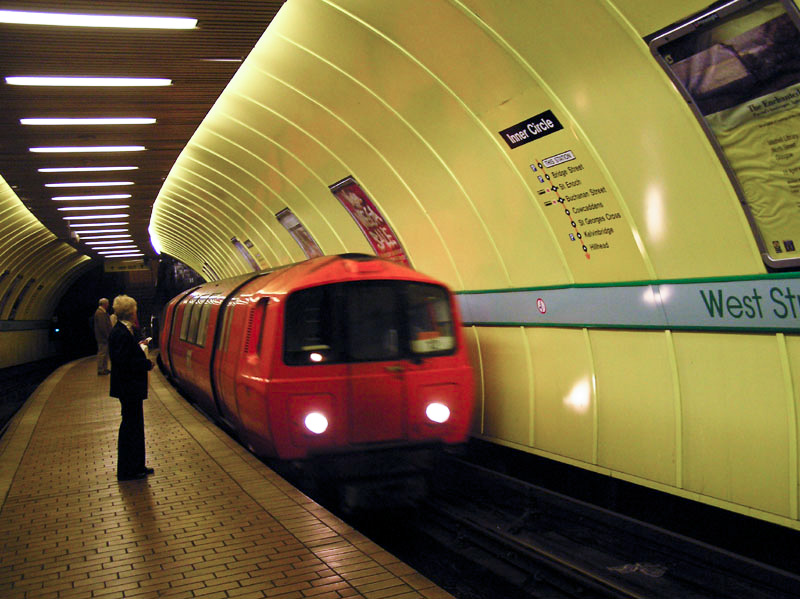
Un convoglio nella livrea rossa (2004).

## Storia
La linea è stata aperta il 14 dicembre 1896, ed è la terza metropolitana più antica al mondo dopo quella di Londra e Budapest. 
Il 18 settembre 1940, una bomba tedesca esplode vicino alla stazione di Merkland Street, danneggiando entrambi i tunnel. Come conseguenza, parte del sistema fu chiuso fino alla completamento delle riparazioni nel 1941. La metropolitana non ha sofferto altro danno durante la seconda guerra mondiale; comunque, ha avuto la sua lista di morti di guerra.
Dal 1950 i vagoni, originariamente color crema e poi bianco e rossi, furono dipinti interamente in rosso con una tonalità di colore identica a quella degli autobus di Londra. Tra il 1977 e il 1980 rimase chiusa per essere rimodernata.

## Caratteristiche
La linea è lunga 10,5 km (6,5 miglia) e si estende sia a nord che a sud del fiume Clyde. I binari sono a scartamento ridotto di 1,219 mm (4 piedi), con un diametro nominale del tunnel di 3,35 m (11 piedi), ancora più ridotto rispetto alle linee più profonde della metropolitana di Londra (11 piedi e 8¼ pollici ovvero 3,56 m nel punto più stretto); anche il materiale rotabile è considerabilmente più piccolo.
Queste ridotte dimensioni sono dovute all'estrema difficoltà di scavo del sottosuolo di Glasgow che è di fatto un unico gigantesco blocco di granito.
Per la stessa ragione, durante la seconda guerra mondiale, le stazioni della metropolitana di Glasgow furono considerate troppo piccole da utilizzare come rifugi antiaerei.
La linea corre interamente in sotterraneo, ma il deposito di manutenzione di Broomloan Road (situato tra le stazioni di Govan e Ibrox) è in superficie.
La metropolitana percorre ad anello l'abitato sulle due sponde del fiume Clyde, lo attraversa due volte in sotterraneo e impiega 28 minuti per completare il giro.
Il servizio di treno in senso orario è chiamato Outer, e il servizio di treno in senso antiorario è chiamato Inner (come in Italia, nelle isole britanniche i treni ruotano sulla sinistra).
Il sistema è di proprietà e gestito dalla Strathclyde Partnership for Transport (SPT), già Strathclyde Passenger Transport, e ha trasportato 13,16 milioni di passeggeri nel periodo 2005/06.

## Lista delle stazioni
A cominciare dalla stazione di Kelvinhall, le stazioni sono elencate in senso orario:
- Hillhead
- Kelvinbridge
- St. George's Cross
- Cowcaddens
- Buchanan Street, vicino alla stazione di Queen street
- St Enoch, vicino alla stazione centrale
- Bridge Street
- West Street
- Shields Road
- Kinning Park
- Cessnock
- Ibrox (in passato Copland Road)
- Govan (in passato Govan Cross)
- Partick, corrispondenza con i treni nazionali (in passato Merkland Street; la vecchia stazione fu chiusa dopo la modernizzazione del 1977)
- Kelvinhall (in passato Partick Cross)

## Nella cultura
Negli anni 1950, il compositore scozzese Cliff Hanley ha scritto e composto una canzone con il titolo The Glasgow Underground, che stata cantata dagli attori scozzesi Jack Milroy e Rikki Fulton, mentre recitavano nel duo comico Francie e Josie.